# Muscocyclops
Muscocyclops – rodzaj widłonogów z rodziny Cyclopidae. Nazwa naukowa tego rodzaju skorupiaków została opublikowana w 1937 roku przez niemieckiego zoologa Friedricha Kiefera.

## Podział systematyczny
Do rodzaju należą następujące gatunki:
- Muscocyclops bidentatus Reid, 1987
- Muscocyclops operculatus (Chappuis, 1917)
- Muscocyclops therasiae Reid, 1987